# Большой Берчикуль (озеро)
Большой Берчикуль (Берчикуль) — озеро на левом берегу среднего течения реки Дудет, с которой сообщается через протоку. Располагается на территории Утинского сельского поселения в Тисульском районе. Самое крупное озеро Кемеровской области. Длина 8 км и ширина до 4 км.
Площадь поверхности — 15,9 км². Площадь водосборного бассейна — 46,2 км². Высота над уровнем моря — 324,1 м. Объём воды в озере составляет 0,040 км³. Средняя глубина 2,5 м, максимальная — 7 м.

### Происхождение названия
Местные народы испокон века звали его Берчикуль — Волчье озеро (от древнетюркского слова боре/бери/берч — «волк» и «кул/көл» — «озеро»).

### География
Разнообразие природных условий на берегах Большого Берчикуля озера действительно вызывает удивление. В геологическом строении здесь мы видим породы изверженные (граниты, гранодиориты), морские осадочные (известняки). На берегах можно наблюдать интересное явление контакта, стыка горных пород различных образований, что вообще присуще Кузнецкому Алатау с его сложной геотектоникой. Здесь хорошо представлены донные озёрные отложения: пески и илы. Видны и четыре природных ландшафта: горно-таёжный, горно-светлохвойный, лесостепной и озёрно-речной.
Из озера вытекает маленькая речушка, впадающая в реку Дудет (система р. Чулым). Крупные притоки отсутствуют. Километра на три от южного берега простирается частично заболоченная низменность. В юго-восточном углу начинается та самая речушка, по которой происходит сток из Большого Берчикуля в реку Дудет. На северном берегу - село Большой Берчикуль.
В 1999 году была введена в строй водоподъёмная плотина, которая перекрыла сток из озера и часть русла реки Дудет. Из-за этого площадь озера увеличилась на 400 гектар. Уровень воды поднялся на 1 метр, что заметно снизило зимние заморы рыбы.
В 1972 году на берегу озера обнаружили погребальные курганы (IV-I век до н. э.). В них археологам удалось найти останки людей, предметы обихода.

### Растительный и животный мир
В Берчикуле обитает много видов рыб, среди которых: лещ, карп, толстолобик, белый амур, пелядь, щука, окунь, сорога, ёрш, язь, линь и др.

## Туризм
Озеро Берчикуль — одно из самых посещаемых туристами мест в Тисульском районе Кемеровской области. Многие туристы приезжают на озеро для занятия рыбалкой.

## ПредставителиКрасной книгиКузбасса, относящиеся к озеру Берчикуль
- Полынь понтийская, д. Б. Берчикуль.
- Эдельвейс бледно-жёлтый, д. Б. Берчикуль.
- Копеечник Турчанинова, п. Н. Берикуль.
- Чина Фролова, оз. Б. Берчикуль.
- Тригонотис незабудковый, оз. М. Берчикуль.
- Красоднев жёлтый, оз. Б. Берчикуль.
- Водосбор сибирский, оз. Б. Берчикуль.
- Прострел Турчанинова, п. Б. Берчикуль.
- Кауления гибкая, оз. Б. Берчикуль.
- Кауления малая, оз. Б. Берчикуль.
- Кубышка малая, оз. Б. Берчикуль.